# Max Poole
Max Poole (* 1. März 2003 in Scunthorpe) ist ein britischer Radrennfahrer.

## Sportlicher Werdegang
Zum Radsport kam Poole über den Fußball, wo seine gute Ausdauerfähigkeit erkannt wurde. Als Junior fuhr er für Fensham Howes-MAS und erzielte auf der Straße erste Erfolge auf internationaler Ebene. Mit dem Wechsel in die U23 wurde er zur Saison 2022 Mitglied im Development Team DSM. Obwohl ihm kein zählbarer Erfolg gelang, machte er durch mehrere Top-10-Ergebnisse in der Gesamtwertung von Etappenrennen auf sich aufmerksam, unter anderem der siebte Platz beim Arctic Race of Norway, wo er für das Team DSM eingesetzt wurde.
Aufgrund seiner Leistungen wurde Poole bereits nach einem Jahr im Development Team zur Saison 2023 in das UCI WorldTeam übernommen. Bei der Vuelta a España 2023 war er Teil des Teams DSM, das das Mannschaftszeitfahren zum Auftakt der Rundfahrt gewann. In die Saison 2024 startete Poole mit einem siebten Gesamtrang bei der UAE Tour. Bei der Burgos-Rundfahrt verpasste er als Zweiter den Gesamtsieg nur um wenige Sekunden. Seine ersten Siege als Radprofi erzielte er mit dem Gesamtsieg und einem Etappenerfolg bei der Tour de Langkawi. Zuvor beendete er bei der Vuelta a España 2024 vier Etappen unter den Top 3 der Tageswertung und beendete die Rundfahrt als Dritter der Punktewertung.
Im Jahr 2025 fuhr er mit dem Elften Gesamtrang beim Giro d’Italia sein bislang bestes Resultat bei einer Grand Tour ein.

## Erfolge
2021
- eine Etappe und Bergwertung La Philippe Gilbert juniors
- eine Etappe und Punktewertung Grand Prix Rüebliland
- Britischer Meister (Junioren) – Straßenrennen

2023
- Mannschaftszeitfahren Vuelta a España

2024
- Gesamtwertung und eine Etappe Tour de Langkawi
- Nachwuchswertung Burgos-Rundfahrt

## Grand Tour-Platzierungen
| Grand Tour            | 2023 | 2024 | 2025 |
| --------------------- | ---- | ---- | ---- |
| Giro d’ItaliaGiro     | –    | –    | 11   |
| Tour de FranceTour    | –    | –    |      |
| Vuelta a EspañaVuelta | 49   | 35   |      |